# Thing di tutti gli Svedesi

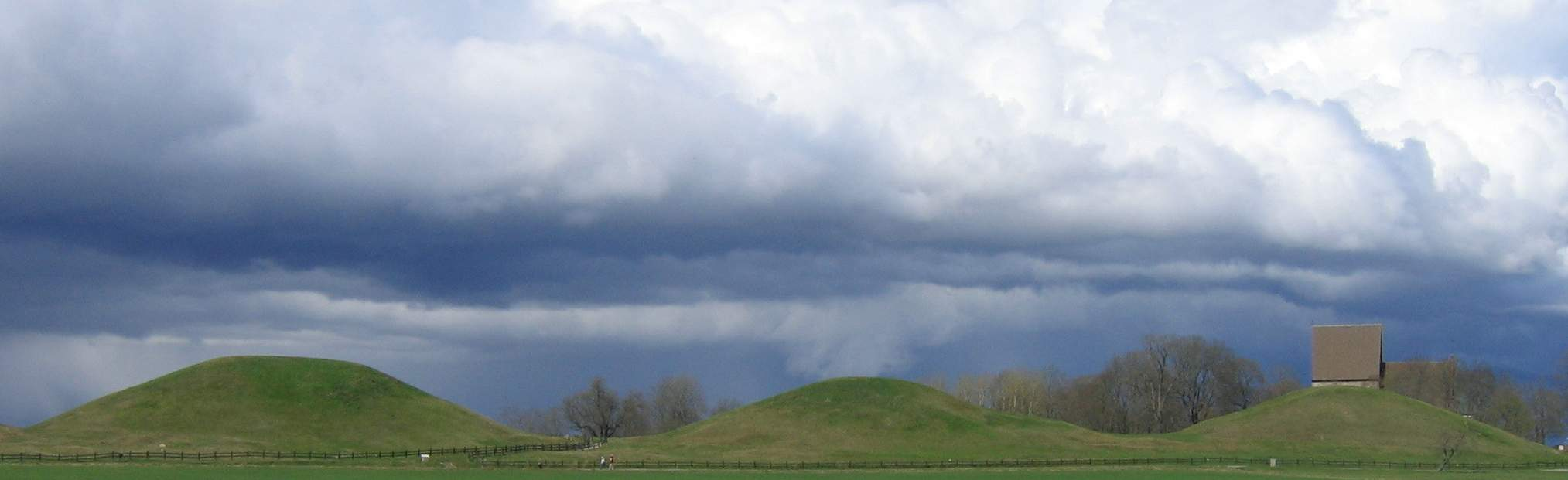
Le assemblee venivano tenute a Gamla Uppsala

Il Thing di tutti gli Svedesi (allra Svía þing, Þing allra Svía, o Disaþing, Kyndilþing) fu il thing (assemblea generale) tenuto dai tempi preistorici fino al Medioevo, alla fine di febbraio o all'inizio di marzo, presso Gamla Uppsala, Svezia.

## Storia
L'assemblea veniva tenuta in contemporanea a una grande fiera e a una celebrazione pagana chiamata Dísablót. La Legge dell'Uppland ci informa che fu a questa assemblea che il re proclamò che il leidang sarebbe stato convocato per una guerra durante l'estate, e tutte le ciurme, i comandanti e le navi sarebbero state decise.
Il nome suggerisce il fatto che questa riunione abbia rimpiazzato un'antica divisione in cui ogni folkland (Tiundaland, Attundaland e Fjädrundaland) avesse un proprio thing. Tutti gli uomini liberi che abitavano il regno, e che erano in grado di maneggiare un'arma, avevano il diritto di partecipare, e l'assemblea veniva gestita dal Lögsögumaður..
Lo storico islandese Snorri Sturlusson, ben informato in materia di tradizioni svedesi e che aveva visitato lo stato nel 1219, spiegò nel suo Heimskringla (1225):
Quando l'assemblea venne spostata alla Candelora, venne rinominata in Kyndelsting (antico svedese: Kyndilþing), ma il nome Dísaþing rimase in uso come Disting per la grande fiera.
L'assemblea aveva una controparte presso i Geati a Skara, con il nome di Thing di tutti i Geati.